# Iran Airtour
Iran Airtour è la compagnia aerea sussidiaria di Iran Air e il suo hub è l'aeroporto Internazionale di Teheran-Mehrabad, a Teheran, la capitale dell'Iran. Il vettore opera voli domestici di linea, ma anche voli internazionali in Medio Oriente e voli charter, tra cui quelli per l'Europa. La compagnia è nata nel 1973 e ha cominciato ad operare nel 1992.

## Storia
Iran Airtour è una delle compagnie aeree private iraniane, fondata nel 1973 da Iran Air (persiano: هواپیمایی جمهوری اسلامی ایران) con l'obiettivo di lanciare tour nelle città dell'Iran e in diversi paesi oltre alla compagnia aerea nazionale iraniana.
Dal 1982, Iran Airtour Airline ha avviato tour interni programmati da tutto l'Iran alla città santa di Mashhad. Due anni dopo, ha iniziato a sviluppare tour all'estero in paesi come Cina, Emirati Arabi Uniti, India, Singapore e Malaysia.
Inoltre, è finalizzato allo sviluppo del turismo e all'attrazione di turisti da altri paesi organizzando seminari con i dirigenti aziendali e i funzionari delle società turistiche. Di conseguenza, la compagnia aerea ha ricevuto riconoscimenti da vari paesi come Germania, Francia, Italia, Giappone, Svizzera, Austria, Regno Unito, Emirati Arabi Uniti, Bahrain e Kuwait.
L'attività di volo di Iran Airtour come compagnia aerea indipendente è iniziata nel 1992 a Mashhad, che è diventata il centro operativo della compagnia aerea. Ne seguì un collegamento aereo diretto da Mashhad ai centri di 13 province. Iran Airtour Airline è stata anche responsabile dell'operatività del 55% dei voli da diverse città alla Città Santa della Mecca per il pellegrinaggio, nonché dei voli regionali con 19 aerei per Damasco, Stoccolma, Mosca e Ashgabat.
Fino al 2010, Iran Airtour era una delle compagnie aeree di proprietà statale in Iran, ma successivamente, in conformità con l'articolo 44 della legge costituzionale, la proprietà è stata assegnata a Hesayar Co., una controllata del Ministero della Difesa iraniano. Poiché quattro dei cinque assegni di pagamento consecutivi della Hesayar Co. erano stati restituiti per fondi insufficienti, l'incarico è stato annullato. Dopo un'altra asta nel 2016, la compagnia aerea è stata concessa al settore privato.
Nell'ottobre 2021, Iran Airtour ha ottenuto il permesso di volare nello spazio aereo europeo, rendendola la seconda compagnia aerea iraniana in grado di farlo. Questo l'ha portata a pianificare l'inizio dei voli verso l'Europa.

## Destinazioni
Al 2022, Iran Airtour opera voli di linea tra Iran e Turchia.

## Flotta

### Flotta attuale

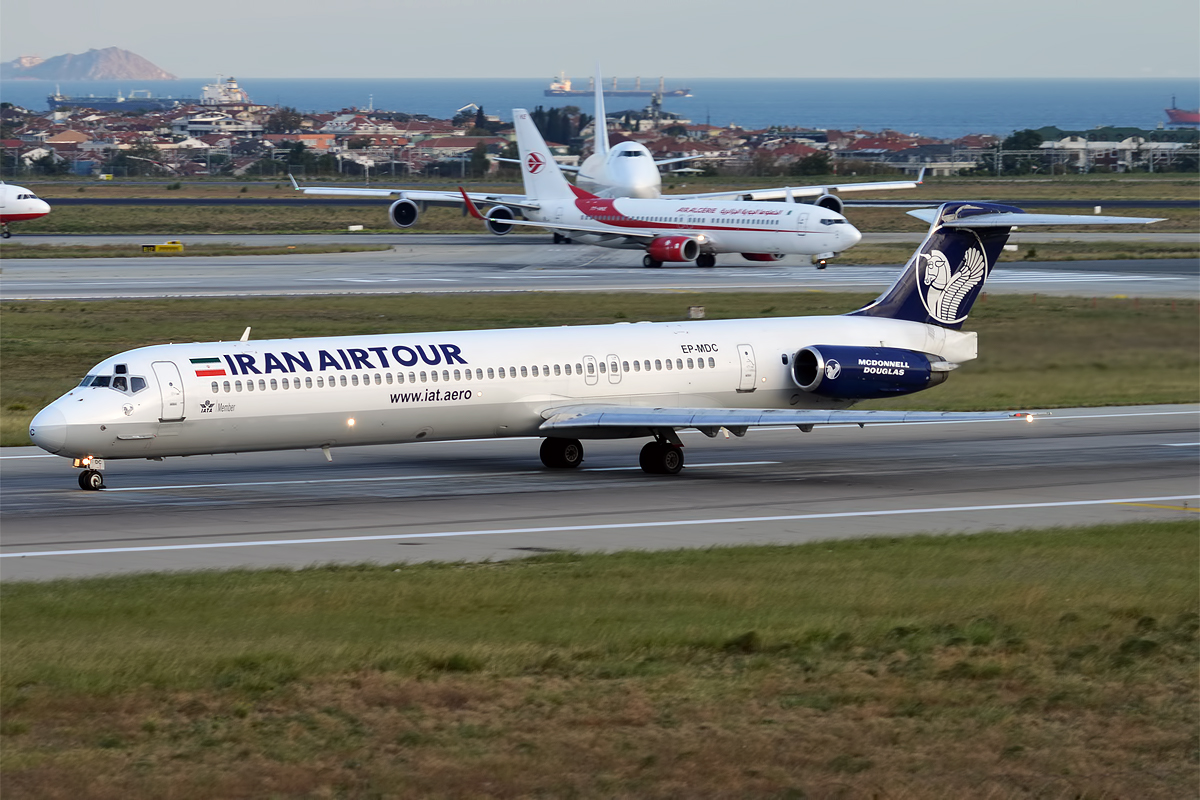
Un McDonnell Douglas MD-82.

A maggio 2025 la flotta di Iran Airtour è così composta:

### Flotta storica
Iran Airtour operava in precedenza con i seguenti aeromobili:

## Incidenti
- L'8 febbraio 1993, nella collisione aerea di Teheran un Tupolev Tu-154M di Iran Airtour, in partenza per un volo charter da Teheran a Khoram Dareh, si scontrò con un Sukhoi Su-24 della Iran Air Force, che era in fase di atterraggio proprio all'aeroporto di Teheran. Morirono tutti i 12 membri dell'equipaggio e i 119 passeggeri a bordo.[11]
- Il 12 febbraio 2002 un Tupolev Tu-154M che stava operando il volo 956, si schiantò sui monti Sefid Kouh, fuori da Khorramabad. Le condizioni meteo erano avverse, con nebbia, pioggia e perfino neve. L'aereo stava atterrando proprio all'aeroporto di Khorramabad; persero la vita tutti i membri dell'equipaggio e i 107 passeggeri a bordo.[12]
- Il 1º settembre 2006, un Tupolev Tu-154M, che stava operando il volo 945 e arrivava da Bandar Abbas, prese fuoco dopo l'atterraggio a Mashhad, alle ore locali 13.45, provocando la morte di 28 tra gli occupanti.[13]